# Godinho Viegas de Baião
Godinho Viegas foi o 5.º Senhor do Couto de Azevedo e pelo seu empenho na Reconquista Cristã, recebeu favores dos monarcas portugueses, como Afonso I de Portugal e D. Sancho I de Portugal, que deu a carta de couto ao Mosteiro de Vilar de Frades, convento este da Congregação dos Cónegos Seculares de S. João Evangelista e também à Igreja de Vilar de Frades em 1172, de quem D. Godinho foi um dos principais reconstrutores para o que deu fundos seus. Foi senhor da Casa de Azevedo e de todas as mais Casas de seu pai.

## Relações familiares
Foi filho de Egas Gondesendes I de Baião. Casou com Maria Soares da Várzea, filha de Soeiro Guedes (1040 - ?) e de Ledegúndia Tainha, de quem teve:
1. Paio Godins de Azevedo casado com D. Gontinha Nunes Velho também conhecida como Maria Martins (? – 1108) filha de D. Nuno Soares Velho (Betotes), descendente da velha linhagem condal portuguesa dos Betotes e de D. Ausenda Todereis.